# یوانیس آماناتیدیس
یوانیس آماناتیدیس (یونانی: Ιωάννης Αμανατίδης؛ زادهٔ ۳ دسامبر ۱۹۸۱) بازیکن سابق و مربی فوتبال اهل یونان است.
از باشگاه‌هایی که در آن بازی کرده‌است می‌توان به باشگاه فوتبال اشتوتگارت، باشگاه فوتبال گروتر فورث، باشگاه فوتبال آینتراخت فرانکفورت، و باشگاه فوتبال کایزرسلاوترن اشاره کرد.
وی همچنین در تیم‌های ملی فوتبال یونان و زیر ۲۱ سال یونان بازی کرده‌است.